# Orange Bowl 2019
Match précédent Match suivant
L'Orange Bowl 2019 est un match de football américain de niveau universitaire joué après la saison régulière de 2019, le 30 décembre 2019 au Hard Rock Stadium de Miami Gardens dans l'État du Floride aux États-Unis.
Il s'agit de la 86e édition de l'Orange Bowl.
Sponsorisé par la société Capital One Financial Corporation (en), le match est officiellement dénommé le Capital One Orange Bowl 2019.
Le match met en présence l'équipe des Gators de la Floride issue de la Southeastern Conference et l'équipe des Cavaliers de la Virginie issue de la Atlantic Coast Conference.
Il débute à 20 h 10 locales et est retransmis à la télévision par ESPN.
Florida gagne le match sur le score de 36 à 28.

## Présentation du match
Il s'agit de la 2e rencontre entre ces deux équipes, Florida ayant gagné le 3 octobre 1959 la première sur le score de 55 à 10.
| Équipes                                                                                         | Conférences | Entraîneurs            | Stats. saison rég. | Classements avant le bowl | Classements avant le bowl | Classements avant le bowl |
| ----------------------------------------------------------------------------------------------- | ----------- | ---------------------- | ------------------ | ------------------------- | ------------------------- | ------------------------- |
| Équipes                                                                                         | Conférences | Entraîneurs            | Stats. saison rég. | CFP                       | AP                        | Coaches                   |
| Gators de la Floride                                                                            | SEC         | Dan Mullen (en)        | 10 - 2             | #9                        | #6                        | #7                        |
| Cavaliers de la Virginie                                                                        | ACC         | Bronco Mendenhall (en) | 9 - 4              | #24                       | NC                        | #25                       |
| - Arbitre : Reggie Smith (Big 12) - Équipe donnée favorite par les bookmakers : Florida by 16.5 |             |                        |                    |                           |                           |                           |

### Gators de la Floride
Avec un bilan global en saison régulière de 10 victoires et 2 défaites (6-2 en matchs de conférence), Florida est éligible et accepte l'invitation pour participer au Orange Bowl de 2019.
Ils terminent 2e de la East Division de la Southeastern Conference derrière # 5 Georgia.
À l'issue de la saison 2019 (bowl non compris), ils seront classés #9 au classement CFP, au #6 classement AP et #7 au classement Coaches.

Il s'agit de leur 4e participation à l'Orange Bowl.
| Dates          | Saisons | Adversaires | Scores | Perdants                       | Bilan (V-D) |
| -------------- | ------- | ----------- | ------ | ------------------------------ | ----------- |
| 2 janvier 1967 | 1966    | Florida     | 27-12  | Yellow Jackets de Georgia Tech | 1 - 0       |
| 2 janvier 1999 | 1998    | Florida     | 31-10  | Orange de Syracuse             | 2 - 0       |
| 2 janvier 2002 | 2001    | Florida     | 56-23  | Terrapins du Maryland          | 3 - 0       |

| Postes      | Joueurs        | Statistiques                                                      |
| ----------- | -------------- | ----------------------------------------------------------------- |
| Quarterback | Kyle Trask     | 213/315 passes réussies pour 2 636 yards, 24 TDs, 6 interceptions |
| Coureur     | Lamical Perine | 119 courses pour 538 yards nets gagnés et 4 TDs                   |
| Receveur    | Kyle Pitts     | 51 réceptions pour 610 yards et 5 TDs                             |

### Cavaliers de la Virginie
Avec un bilan global en saison régulière de 9 victoires et 4 défaites (6-2 en matchs de conférence), Virginia est éligible et accepte l'invitation pour participer au Orange Bowl de 2019.
Ils terminent 1er de la Coastal Division de l'Atlantic Coast Conference et perdent ensuite la finale de conférence 17 à 62 contre les Tigers de Clemson.
À l'issue de la saison 2019 (bowl non compris), ils seront classés #24 au classement CFP et #25 au classement Coaches mais non classé en AP.

Il s'agit de leur première participation à l'Orange Bowl.
| Postes      | Joueurs       | Statistiques                                                       |
| ----------- | ------------- | ------------------------------------------------------------------ |
| Quarterback | Bryce Perkins | 292/456 passes réussies pour 3 215 yards, 18 TDs, 11 interceptions |
| Coureur     | Bryce Perkins | 213 courses pour 745 yards nets gagnés et 11 TDs                   |
| Receveur    | Hasise Dubois | 65 réceptions pour 979 yards et 4 TDs                              |

## Résumé du match
Début du match à  20 h 10 locales, fin à  23 h 43 locales pour une durée totale de jeu de 03 h 33 min.
Températures de 24 °C, vent de SE de 2 km/h, ciel dégagé.
| QT            | Temps         | Drive         | Drive         | Drive         | Équipe        | Description de l'action | Score | Score |
| ------------- | ------------- | ------------- | ------------- | ------------- | ------------- | --- | ----- | ----- |
| QT            | Temps         | Jeux          | Yards         | TDP           | Équipe        | Description de l'action | FLO   | VIR   |
| 1             | 14:20         | 3             | 75            | 00:40         | FLO           | TD à la suite d'une course de 61 yards par RB Perine Lamical + 1 point de conversion par K McPherson Evan                              | 7     | 0     |
| 1             | 11:27         | 1             | 34            | 00:07         | VIR           | TD de 34 yards à la suite d'une passe de QB Bryce Perkins réceptionnée par WR Terrell Jana + 1 point de conversion par K Brian Delaney | 7     | 7     |
| 1             | 06:26         | 13            | 75            | 05:01         | FLO           | TD de 16 yards à la suite d'une passe de QB Trask Kyle réceptionnée par RB Perine Lamical + 1 point de conversion par K McPherson Evan | 14    | 7     |
| 2             | 14:53         | 14            | 88            | 06:33         | VIR           | TD de 9 yards à la suite d'une passe de QB Bryce Perkins réceptionnée par WR Hasise Dubois + 1 point de conversion par K Brian Delaney | 14    | 14    |
| 2             | 09:39         | 14            | 73            | 05:14         | FLO           | FG de 23 yards par K McPherson Evan | 17    | 14    |
| 2             | 02:13         | 9             | 74            | 05:07         | FLO           | TD de 10 yards à la suite d'une course de RB Perine Lamical + 1 point de conversion par K McPherson Evan                               | 24    | 14    |
| 3             | 00:16         | 8             | 58            | 02:56         | FLO           | FG de 49 yards par K McPherson Evan | 27    | 14    |
| 4             | 13:05         | 6             | 75            | 02:11         | VIR           | TD de 7 yards à la suite d'une passe de QB Bryce Perkins réceptionnée oar WR Joe Reed + 1 point de conversion par K Brian Delaney      | 27    | 21    |
| 4             | 09:33         | 7             | 65            | 03:32         | FLO           | TD à la suite d'une course de 1 yard par QB Trask Kyle mais sa tentative de conversion par la passe à 2 points échoue                  | 33    | 21    |
| 4             | 02:32         | 7             | 72            | 02:39         | FLO           | FG de 42 yards par K McPherson Evan | 36    | 21    |
| 4             | 00:38         | 8             | 75            | 01:54         | VIR           | TD de 2 yards à la suite d'une passe de QB Bryce Perkins réceptionnée par WR Hasise Dubois + 1 point de conversion par K Brian Delaney | 36    | 28    |
| Score final : | Score final : | Score final : | Score final : | Score final : | Score final : | Score final : | 36    | 28    |

## Statistiques
| Nom                 | Équipe               | Poste |
| ------------------- | -------------------- | ----- |
| Lamical Perine (en) | Gators de la Floride | RB    |

| Statistiques                           | Gators de la Floride                                    | Cavaliers de la Virginie                               |
| -------------------------------------- | ------------------------------------------------------- | ------------------------------------------------------ |
| 1er down                               | 25                                                      | 20                                                     |
| 1er down à la course                   | 12                                                      | 0                                                      |
| 1er down à la passe                    | 13                                                      | 19                                                     |
| 1er down suite pénalité                | 0                                                       | 1                                                      |
| Conversion de 3e down                  | 6/13                                                    | 5/13                                                   |
| Conversion de 4e down                  | 2/2                                                     | 1/1                                                    |
| Jeux–yards                             | 73 jeux pour 549 yards                                  | 62 jeux pour 375 yards                                 |
| Yards à la course                      | 34 courses pour 244 yards (moyenne de 7,2 yards/course) | 21 courses pour 52 yards (moyenne de 2,5 yards/course) |
| Yards à la passe                       | 305                                                     | 323                                                    |
| Passes : Réussies-Tentées-Interceptées | 24/39 passes complétées, 1 interception                 | 28/41 passes complétées, 1 interception                |
| Réussite en zone rouge/chances         | 4/4                                                     | 3/4                                                    |
| TD                                     | 4                                                       | 4                                                      |
| Field Goals                            | 3/3                                                     | 0/0                                                    |
| Sacks (Nombre-Yards)                   | 3 pour 14 yards adverses perdus                         | 1 pour 6 yards adverses perdus                         |
| Fumbles (Nombre/Perdus)                | 0/0                                                     | 1/0                                                    |
| Pénalités (Nombre/Yards perdus)        | 4 pour 40 yards perdus                                  | 3 pour 14 yards perdus                                 |
| Temps de possession                    | 31:31                                                   | 28:09                                                  |

| Gators de la Floride     |                     |                                                                                               |
| Quarterback              | Kyle Trask (en)     | 24/39 passes complétées, 305 yards, 1 interception, 1 TD, 1 sack subi, évaluation QB de 130,6 |
| Meilleur coureur         | Lamical Perine (en) | 13 courses pour 138 yards nets gagnés, 2 TDs, moyenne de 10,6 yards/course                    |
| Meilleur receveur        | Jefferson Van       | 6/9 réceptions pour 129 yards gagnés, 0 TD                                                    |
| Meilleur tackler         | Miller Ventrell     | 8 tacles dont 3 en solo, ½ TFL (1 yard), ½ sack (1 yard)                                      |
| Cavaliers de la Virginie |                     |                                                                                               |
| Quarterback              | Bryce Perkins (en)  | 28/40 passes complétées, 323 yards, 1 interception, 4 TDs, 3 sacks subis                      |
| Meilleur coureur         | Bryce Perkins       | 14 courses pour 24 yards nets gagnés, 0 TD, moyenne de 1,7 yards/course                       |
| Meilleur receveur        | Hasise Dubois       | 10/13 réceptions pour 83 yards gagnés, 2 TDs                                                  |
| Meilleur tackler         | Zandier Zane        | 13 tacles dont 7 en solo, 1 TFL (1 yard)                                                      |